# 볼보콜레온속
볼보콜레온속(Bolbocoleon)은 갈파래강 갈파래목에 속하는 녹조류 속의 하나이다. 볼보콜레온과(Bolbocoleaceae)의 유일속으로 2종으로 이루어져 있다.

## 하위 종
- B. jolyi Yamaguishi-Tomita, 1970
- B. piliferum Pringsheim, 1862